# Axiocerses baumi
Axiocerses baumi är en fjärilsart som beskrevs av Gustav Weymer 1901. Axiocerses baumi ingår i släktet Axiocerses och familjen juvelvingar. Inga underarter finns listade i Catalogue of Life.